# Waggonfabrik Talbot
Waggonfabrik Talbot GmbH & Co. KG was een Duitse fabrikant van rollend materieel. Talbot werd in 1838 in Aken opgericht door H.J. Talbot en de Belgische koetsenbouwer Pierre Pauwels. Het was de oudste rollend-materieelleverancier van Duitsland. Het bedrijf is in 2013, na enige decennialang eigendom te zijn geweest van het Canadese conglomeraat Bombardier, verzelfstandigd als Talbot Services GmbH. Het blijft actief in het onderhoud en de renovatie van rollend materieel, nieuwe railvoertuigen worden niet meer gebouwd. 
Na de sluiting van de afdeling 'rollend materieel' van de Nederlandse producent Werkspoor te Utrecht in 1972, nam Talbot de productie over en werd huisleverancier van de Nederlandse Spoorwegen. Tot de treintypen die sindsdien door Talbot voor de NS werden gebouwd behoren de laatste series Plan V, de Sprinter, Koploper, Intercityrijtuigen, DDM, DD-AR, Railhopper, Buffel en Interregiomaterieel.
In 1995 werd Talbot overgenomen door het Canadese concern Bombardier. Een jaar voor de overname had Talbot nog een moderne lighttrain ontwikkeld, de Talent, de bouw van dit type werd ook overgenomen door Bombardier. Vanaf 2001 wordt de Bombardier-vestiging in Aken voornamelijk gebruikt voor eindassemblage. In 2013 heeft Bombardier de productie van de Talent overgebracht naar een andere fabriek in Duitsland. Talbot werd afgestoten en is verzelfstandigd, met medewerking van lokale investeerders in Aken. Naast het onderhoud en de renovatie van rollend materieel houdt de fabriek zich ook bezig met de productie van de Streetscooter, die is ontwikkeld in Aken door de RWTH Aachen.

## Werkgelegenheid
Toen in 1972 Werkspoor als laatste Nederlands bedrijf stopte met de bouw van spoorwegmaterieel, moesten de Nederlandse Spoorwegen op zoek naar een nieuwe fabrikant voor de eigen ontwerpen, vooral treinstellen. Vanwege de ligging werd gekozen voor Talbot, terwijl Talbot vooral bekendstond als fabrikant van goederenmaterieel. NS had in het contract bedongen dat Talbot een bepaald percentage Nederlanders uit het nabijgelegen Zuid-Limburg in dienst zou nemen. De laatste series van Plan V zijn bij Talbot gebouwd, alsmede alle latere eigen ontwerpen van NS, zoals de Sprinter, het Intercitymaterieel, de Intercityrijtuigen, het Dubbeldeksmaterieel, en een groot deel van de Dubbeldeks interregiomaterieel, en de ombouw van een intercityrijtuig tot het koninklijke rijtuig. Ook heeft Talbot enkele series goederenwagons gebouwd voor NS, zoals de Fccpps, een zelflosser voor ballastmateriaal, en een serie vierassige zelflossers met afsluitbaar dak en kunststof bekleding voor het vervoer van kunstmest.
In de fabriek werkten vele arbeiders afkomstig uit het naburige Zuid-Limburg. Nadat DSM begin jaren 1970 de mijnen sloot, gingen veel ex-mijnwerkers werken bij Talbot. De verhouding Nederlandse en Duitse werknemers bij Bombardier Aachen was 70/30. 

## Electrische vrachtwagen
In 1940 presenteerde het Akener bedrijf een serie prototypes van vrachtwagens aangedreven door elektromotoren. Hoewel het bedrijf van plan was deze trucks in productie te nemen is het hiervan nooit gekomen.